# Mute R. Kelly
Le hashtag #MuteRKelly est une campagne pour appeler au boycott du chanteur de R'n'B R. Kelly dans les salles de concert, sur les plateaux de télévision et sur toutes les plateformes streaming de musique à la suite de plusieurs accusations d'abus sur des jeunes filles afro-américaines qui pèsent contre le chanteur depuis plusieurs années.

## Origine

### Fondatrices
Oronike Iyabo Odoleye, nigéro-afro-américaine est une manager de l'art en freelance et Kenyette Barnes est une lobbyiste et activiste politique,.

### Naissance du hashtag
R. Kelly est un chanteur controversé étant donné qu'il a multiplié les scandales sexuels par le passé. Le plus connu est l'affaire de juin 2002, il avait notamment été accusé de pédopornographie à cause d'une cassette qui avait circulé le voyant uriner sur une mineure. Bien que YouTube n'avait pas encore été créé, la vidéo est néanmoins devenue virale pour l'époque aux États-Unis. Il est acquitté en 2008. Son mariage avec la chanteuse Aaliyah alors qu'elle n'avait que 15 ans et lui 27 ans a aussi longtemps fait débat.
C'est en 2017 que ce hashtag est créé par Kenyette Barnes et Oronike Odeleye. Après avoir lu un article du site d'information BuzzFeed à propos de la séquestration de jeunes filles afro-américaines par le chanteur, les deux jeunes militantes afro-féministes ont, à l'annonce du concert de R Kelly dans leur ville, à Atlanta, lancé cette campagne de boycott de la musique du chanteur. Elles ont notamment réussi à faire annuler quelques concerts dans plusieurs villes.

### Popularisation du hashtag
Le mouvement BalanceTonPorc popularisé en 2018 a permis à la parole des femmes victimes d'abus ou de harcèlement sexuel de se libérer dans l'industrie très secrète du cinéma et de la musique. Beaucoup de militantes afro-féministes ont pendant longtemps dénoncé ses agissements et ont dénoncé l'injustice que les femmes noires subissent en même temps face à l'ignorance générale du problème.
Le 30 avril 2018, le mouvement Time's Up déclare ouvertement sur les réseaux sociaux qu'il se joignait à la campagne #MuteRKelly. Ce soutien de la part du mouvement qui regroupe certaines des femmes les plus influentes d'Hollywood - comme la cinéaste Ava DuVernay - a marqué un tournant dans la campagne de boycott contre le chanteur. Dans un communiqué il demandait notamment à toutes les entreprises et salles de concert de couper tout lien avec R Kelly.
Début janvier 2019, après la diffusion par la chaîne de télévision américaine Lifetime d'une mini série documentaire de 6 épisodes Surviving R Kelly, le hashtag a été utilisé et partagé par un grand nombre au côté de celui qui portait le nom de la série (#SurvivingRKelly) . Cette mini série documentaire a donné la parole a plusieurs des victimes du chanteur de R'n'B R Kelly qui ont témoigné des abus psychologiques et physiques qu'il leur a fait subir.

## Conséquences

### Réactions

#### Culture du viol
La réception du documentaire et toute la campagne de boycott associée avec le hashtag a divisé les opinions.
Un parallèle entre le traitement médiatique de l'affaire de R Kelly et celui de Harvey Weinstein a été relevé[source secondaire souhaitée] par certains notamment Erykah Badu ou Taraji P. Henson. Ces dernières insinuaient l'idée que R Kelly était autant boycotté car c'est un homme noir et qu'aucun hashtag Mute Harvey Weinstein après le scandale des multiples accusations de harcèlement sexuel, d'agression sexuelle et de viol qui pèsent encore contre lui.
À cela, le contre-argument était que le nom d'Harvey Weinstein n'était pas connu du grand public malgré sa notoriété et son pouvoir au sein de l'industrie cinématographique d'Hollywood, qu'il ne produisait pas de la musique et qu'il n'avait pas le statut d'artiste. Aussi, on peut[style à revoir] invalider ce parallèle en mettant en avant le fait que Weinstein ait perdu son entreprise (studio Miramax) après que le scandale a éclaté et qu'une procédure judiciaire a été lancée à son encontre alors que les accusations portées contre R Kelly sont dénoncées depuis des années mais ignorées[source secondaire souhaitée].

#### « Faut-il séparer l'œuvre de l'artiste? »
C'est l'une des questions au cœur du débat de savoir s'il faut oui ou non encourager à ce que sa musique soit retiré des plateformes de streaming et qu'il ne soit plus en mesure de vivre de sa musique.
R Kelly a été l'auteur de beaucoup de hits considérés aujourd'hui comme des classiques (I Believe I can Fly - Ignition - The World's Greatest). #MuteRKelly lutte contre l'utilisation de sa musique puisque ce serait contribuer à son enrichissement et signifierait que c'est cautionner les violences sexuelles faites aux femmes en plus d'une complète ignorance du traumatisme de ses présumées victimes. Cette campagne a pour but d'enlever tout pouvoir aux hommes abusifs.

### Plan financier
À la suite de la diffusion du documentaire qui détaillait 25 ans d'accusations d'abus du chanteur, le 18 janvier 2019, la maison RCA records, filiale de Sony Music, rompt le contrat du chanteur en raison des nombreuses accusations portées contre lui.